# Yao Nai
 (juillet 2018).
Si vous disposez d'ouvrages ou d'articles de référence ou si vous connaissez des sites web de qualité traitant du thème abordé ici, merci de compléter l'article en donnant les références utiles à sa vérifiabilité et en les liant à la section « Notes et références ».
Yao Nai (姚鼐, pinyin : Yáo Nài, 1731 - 1815) est un érudit de la dynastie Qing.
Né à Tongcheng (桐城) dans la province d'Anhui, Yao Nai obtient le diplôme de Jinshi en 1763 et est nommé à l'Académie Hanlin (翰林院). Il travaille ensuite comme fonctionnaire de plusieurs départements de l'administration centrale. Yao Nai est resté célèbre pour ses œuvres classiques (古文) et est considéré comme l'une des figures principales de l'École de Tongcheng.

## Historien
Yao Nai est le premier à souligner l'aspect numérologique comme une caractéristique stylistique des textes de la période des Royaumes combattants. Considérant l'abondance de telles caractéristiques dans le Yi Zhou Shu (en), il  exprime des doutes sur l'authenticité de ce corpus, puisque la répétition d'une telle présentation textuelle n'est pas en accord selon lui avec sa perception de la sagesse des anciens rois.